# Егоршин, Владимир Дмитриевич
Владимир Дмитриевич Егоршин (24 ноября 1944 — 25 декабря 2015, Екатеринбург) — советский футболист, нападающий и полузащитник.

## Биография
Во взрослом футболе дебютировал в 1963 году в составе «Уралмаша», сыграв в том сезоне один матч во второй группе класса «А». В 1964 году был призван в армию и выступал в соревнованиях КФК за свердловский СКА. В 1967 году вернулся в «Уралмаш», но так и не стал твёрдым игроком основы. В 1968 году стал победителем зонального и финального турниров первой лиги, но сыграл в победном сезоне только 11 матчей из 42. В 1969 году провёл 6 матчей и забил один гол в высшей лиге. Дебютный матч на высшем уровне сыграл 3 мая 1969 года против «Арарата», заменив на 65-й минуте Анатолия Жоса. Автором гола стал в своём втором матче — 30 июля 1969 года, также против «Арарата».
В 1970 году вместе с группой игроков из Свердловска перешёл в пермскую «Звезду» и на следующий год помог команде выйти из второй лиги в первую. Всего в пермском клубе провёл три сезона. В конце карьеры выступал за омский «Иртыш».
Скончался в Екатеринбурге 25 декабря 2015 года на 72-м году жизни. Похоронен на Северном кладбище.